# Palaeoamyda messeliana
Palaeoamyda messeliana (лат.) — вид вымерших скрытношейных черепах (Cryptodira), существовавший в эоцене на территории Европы (Германия) от 48,6 до 40,4 миллионов лет назад. Единственный вид рода Palaeoamyda.

## Таксономия
Карл (1998) считал Palaeoamyda синонимом Rafetoides austriacus (Peters, 1858), но последующее повторное описание материала показало, что это отдельный род.

## Описание
Palaeoamyda messeliana мягкотелые трёхкоготные черепахи длиной до 60 см. Это самый крупный вид черепах, найденный в карьере Мессель. Карапакс и пластрон не связаны между собой и пластрон сильно редуцирован.